# Партия на труда (България)
Вижте пояснителната страница за други значения на Партия на труда.
Партията на труда е политическа партия в България, съществувала само няколко месеца през 1924 г.
Тя е опит да се създаде легална организация под ръководството на БКП (т.с.), след нейната забрана и преминаване в нелегалност. Печатен орган на партията е вестник „Знаме на труда“.
Започва да се изгражда организационно през януари 1924 г., и на 31 март същата година се провежда учредителна конференция. Поставя си за цел да съдейства за разпространение на комунистическите идеи сред трудещите се и да се бори с легални средства за защита на техните жизнени интереси. Ръководена е от Тодор Павлов, Св. Колев, А. Стоянов и др.
Правителството на Александър Цанков я забранява скоро, след нейното създаване. Разтурена е по силата на Закона за защита на държавата през април 1924 г.
Моделът за създаване на такава легална организация е използван повторно при учредяването на Българската работническа партия през 1927 г.